# Phlogiellus xinping
Espèce
Synonymes
- Selenocosmia xinping Zhu & Zhang, 2008

Phlogiellus xinping est une espèce d'araignées mygalomorphes de la famille des Theraphosidae.

## Distribution
Cette espèce est endémique de Hong Kong en Chine.

## Description
Le mâle holotype mesure 15,40 mm et la femelle paratype 18,00 mm.

## Étymologie
Cette espèce est nommée en l'honneur de Xin-ping Wang.

## Publication originale
- Zhu & Zhang, 2008 : Revision of the theraphosid spiders from China (Araneae: Mygalomorphae). Journal of Arachnology, vol. 36, p. 425–447 (texte intégral).